# Rhizomolgula
Rhizomolgula is een geslacht uit de familie Molgulidae en de orde Stolidobranchia uit de klasse der zakpijpen (Ascidiacea).

## Soorten
- Rhizomolgula globularis (Pallas, 1776)
- Rhizomolgula japonica Oka, 1926